# Ariadna Gierek-Łapińska
Ariadna Gierek-Łapińska z domu Zankowicz (ur. 1 maja 1938 w Wilnie, zm. 26 grudnia 2020 w Czeladzi) – polska lekarka, okulistka, profesor nauk medycznych.

## Życiorys
Dyplom lekarza uzyskała w 1963 roku, dwa lata później stopień naukowy doktora, w 1974 r. doktora habilitowanego, w 1977 tytuł profesora nadzwyczajnego, a w 1987 profesora zwyczajnego od Rady Państwa PRL. Odbyła staże naukowe w USA, Niemczech, Hiszpanii, ZSRR, Belgii i na Węgrzech.
W latach 1974–2007 kierowniczka Katedry i Kliniki Okulistyki Śląskiej Akademii Medycznej. W latach 1988–2008 dyrektor Samodzielnego Publicznego Szpitala Klinicznego nr 5 Śląskiej Akademii Medycznej.
W 2007 ukazały się publikacje prasowe informujące o przypadkach wzywania do szpitala policji w związku z podejrzeniami o wykonywanie przez Gierek-Łapińską czynności medycznych po spożyciu alkoholu, ale wszczęte postępowania karne w tej sprawie zostały umorzone. W 2008 śląski samorząd lekarski w związku z ww. posądzeniami zakazał jej wykonywania zawodu lekarza. W tym samym roku przeszła na emeryturę.
Jej pogrzeb odbył się 31 grudnia 2020 w sosnowieckiej cerkwi prawosławnej Świętych Wiery, Nadziei, Luby i matki ich Zofii w Sosnowcu.

## Życie prywatne
Córka Teodora Zankowicza, inżyniera agronoma, i Klary z Falkowskich, siostra Tatiany. Była krótko żoną prof. Jeremiego Czaplickiego (1930-1997), potem poślubiła prof. Adama Gierka, syna pierwszego sekretarza KC PZPR Edwarda Gierka, a następnie Tadeusza Łapińskiego. Z drugiego małżeństwa miała córkę, również okulistkę Stanisławę Gierek-Ciaciurę.

## Publikacje
Napisała 315 publikacji w czasopismach krajowych i zagranicznych. Autorka i współautorka 380 referatów i 16 filmów naukowych oraz trzech patentów: przyrządu do usuwania ferromagnetycznych ciał obcych z oka, noża mikrochirurgicznego, zwłaszcza do zabiegów okulistycznych, i skalpela okulistycznego.
- Atlas mikrochirurgii oka
- Chirurgia refrakcyjna oka
- Atlas topografii rogówki

## Odznaczenia i wyróżnienia
- Krzyż Oficerski Orderu Odrodzenia Polski (1998)[14]
- Krzyż Kawalerski Orderu Odrodzenia Polski
- Order Uśmiechu